# Бединграде (Эссен)
Бединграде (нем. Bedingrade) — административный район города Эссен (Германия, федеральная земля Северный Рейн-Вестфалия). Расположен в северо-западной части города.

На севере Бединграде граничит с районами Фринтроп, Деллвиг и Гершеде, востоке — с районами Борбек и Шёнебек, на западе — с районом Альт-Оберхаузен города Оберхаузен и районом Дюмптен города Мюльхайм-ан-дер-Рур. В силу треугольной формы своей территории южной границы Бединграде не имеет.

## Описание
Впервые под именем Беттинграт (нем. Bettingrath) район упоминается в документах XI столетия. В этом документе перечисляются крестьянские дворы, которые относились к этому месту — Хойкес, Графшмидт, Паус, Кирхман и Гроте.

 Свои провинциальные сельские черты Бединграде сохраняет и по сегодняшний день. Большую часть застройки составляют жилые здания, большие территории заняты зелёными насаждениями. Большинство жилых домов были построены в 50-е — 60-е годы XX века во время бума социального жилищного строительства. На берегах реки Леппкес-Мюленбах, протекающей как раз по границе с городом Мюльхайм-ан-дер-Рур, расположен небольшой лесопарк, носящий название Зиппхен (нем.  Sippchen ) и являющийся популярным местом отдыха.

## Достопримечательности
- Водонапорная башня Фринтроп построена в 1897 году. С 1995 года башня находится под охраной государства[1].
- Фахверковый дом по адресу Schloßstraße, 357. Здание впервые упоминается в 1604 году. В документе говорится о том, что в этом здании останавливался испанский полковник Мартин Шенк фон Нидегген[нем.][2].
- Дом Лютера[нем.] — главный дом собрания общины Евангелической церкви — расположен по адресу Bandstraße, 35.

Здание было построено в 30-х годах XX века. Во время бомбардировке в годы второй мировой войны здание было почти полностью разрушено, в 1952 году было полностью восстановлено. В начале 60-х годов была выполнена пристройка, служащая резиденцией пастора. В 2004—2005 годах, церковный зал был полностью отремонтирован и переделан.